# Нагірний Артем Ігорович
Артем Ігорович Нагірний (нар. 10 липня 2003, Христинівка, Черкаська область, Україна) — український футболіст, лівий захисник «Академії Пушкаша», який виступає в оренді за «Чаквар».

## Життєпис

### Ранні роки
Народився в місті Христинівка Черкаської області. Футбольний шлях розпочав у команді рідного міста «Олімпік», яка виступала в юнацькому чемпіонаті області. У ДЮФЛУ з 2016 по 2019 рік грав за столичний Олімпійський фаховий коледж імені Івана Піддубного, донецький «Шахтар» та МФА (Мукачево). До мукачівського клубу перейшов на запрошення Віктора Яїчника, під керівництвом якого виступав у коледжі імені Івана Піддубного.
У 2019 році перебрався до Угорщини, де вступив до «Академії Варда Лабдаруго» при «Кішварді». У середині лютого 2020 року перейшов до структури «Академії Пушкаша». Виступав за юнацькі команди U-17 та U-19, а також за дублюючий склад. Вперше до заявки першої команди потрапив 30 квітня 2021 року на програний (2:4) виїзний поєдинок 32-го туру чемпіонату Угорщини проти «Пакша». Артем просидів усі 90 хвилин на лаві запасних. Наступного сезону також одного разу потрапляв до заявки першої команди на матч чемпіонату Угорщини.

### Оренда в «Дьїрмот»
У середині липня 2022 року відправився в оренду набиратися досвіду в «Дьїрмот». У футболці нового клубу дебютував на професійному рівні, 30 липня 2022 року в переможному (4:0) домашньому поєдинку 1-го туру другого дивізіону чемпіонату Угорщини проти «Сентлйоринца». Артем вийшов на поле 82-й хвилині замість Золтана Медьєша. У сезоні 2022/23 років був гравцем основної обойми, виходив на поле в 24-х матчах другого дивізіону чемпіонату Угорщини. По завершенні терміну оренди повернувся до «Академії Пушкаша».

### Оренда в «Мезйокйовешд»
На початку липня 2023 року пішов у чергову оренду, до «Мезйокйовешда». В еліті угорського футболу дебютував 5 серпня 2023 року в програному (2:4) домашньому поєдинку 2-го туру проти «Діошдьйора». Нагірний вийшов на поле на 46-й хвилині замість словака Роберта Пілара. У вищому дивізіоні чемпіонату Угорщини зіграв 8 матчів.

### Оренда в «Чаквар»
У середині січня 2024 року перейшов у чергову оренду, до «Чаквара». Дебютував за нову команду 4 лютого 2024 року в нічийному (2:2) виїзному поєдинку 19-го туру другого дивізіону чемпіонату Угорщини проти «Голодаша». Артем вийшов на поле в стратовому складі та відіграв увесь матч, на 15-й хвилині відзначився першим голом на професійному рівні, а на 68-й хвилині отримав жовту картку.